# Copa de Gigantes de la Concacaf
La Copa de Gigantes de la Concacaf fue la primera y única edición de este torneo oficial que se desarrolló entre el 4 de marzo y el 5 de agosto de 2001. Se tenía planeado que se realizaría cada año y sería una de las dos principales competiciones de clubes de la Concacaf, junto con la Copa de Campeones, jugada desde 1962.

## Historia
Dicho torneo se disputó entre los clubes de la zona con las más altas asistencias de aficionados en sus torneos locales. Fueron invitados doce equipos de ocho diferentes países, los únicos clubes que rechazaron esta invitación por parte de la Concacaf fueron el Alajuelense de Costa Rica y el Galaxy de Los Ángeles, mientras que la participación del América estuvo en duda.
Los finalistas de esta edición junto con los de la siguiente, y los de la Copa de Campeones de la Concacaf de 2001 y 2002, ganarían el derecho de participar en una nueva competición llamada  Copa de Clubes de la Concacaf que se disputaría en enero de 2003 y, que a su vez, daría dos boletos a la Copa Mundial de Clubes que se efectuaría ese mismo año.
La competencia se vio perjudicada por varios problemas de logística que provocaron el aplazamiento del inicio del torneo por más de tres meses respecto a lo planeado. Debido a los partidos clasificatorios para la Copa Oro de la Concacaf de 2002 hubo pocas fechas disponibles en el calendario y, ya desde el principio, muchos partidos se pospusieron. La fase final del campeonato mexicano también contribuyó a esto.
Dadas las dificultades organizativas, la Concacaf decidió eliminar el torneo luego de jugarse una sola edición, además, debido a la cancelación de la Copa Mundial de Clubes de 2003, que derivó en la cancelación de la anunciada Copa de Clubes de la Concacaf, se decidió que los finalistas de la Copa de Gigantes se clasificaran para la Copa de Campeones de 2002. El equipo ganador recibió un premio de 50 000 dólares, mientras que el segundo lugar del torneo recibió 40 000 dólares.
El problema de las pocas fechas disponibles también se reflejó en la Copa de Campeones de 2001, tanto que el 10 de octubre de 2001, luego de que habían terminado las fases clasificatorias, la Concacaf decidió suspender la competencia; los equipos que pasaron la ronda se clasificaron automáticamente para la Copa de Campeones de 2002.

## Equipos participantes
| País                   | Equipo                                 |
| ---------------------- | -------------------------------------- |
| México 2 cupos         | Club América C.D. Guadalajara          |
| Estados Unidos 2 cupos | D. C. United Columbus Crew S.C.        |
| Guatemala 2 cupos      | C.S.D. Municipal C.S.D. Comunicaciones |
| El Salvador 2 cupos    | Alianza F.C. C.D. Águila               |
| Jamaica 1 cupo         | Arnett Gardens F.C.                    |
| Honduras 1 cupo        | C.D. Motagua                           |
| Surinam 1 cupo         | S.V. Transvaal                         |
| Costa Rica 1 cupo      | Deportivo Saprissa                     |

### Equipos por ubicación
Distribución de las sedes de los equipos participantes, el equipo Transvaal geográficamente se ubica en Sudamérica.

## Ronda preliminar
Ocho equipos de Centroamérica y el Caribe se dividieron en cuatro pares, y se enfrentaron a ida y vuelta. El ganador en el marcador global pasaría a la primera fase, y el perdedor sería eliminado. En caso de empate, se clasificaría el equipo que marcara más goles fuera de casa. Si el empate persistía, se decidiría con una tanda de penaltis al final del segundo partido. La serie entre el Saprissa y el Alianza se definió con ambos partidos disputados en Costa Rica debido a que los Terremotos de El Salvador de 2001 dejaron inutilizable el estadio del equipo salvadoreño.

### Grupo A
| 4 de marzo de 2001 | Transvaal           | 1:1 (1:0) | Arnett Gardens  | Estadio André Kamperveen, Paramaribo |                            |
|                    | Bennie Kejansie 31' | Reporte   | Gerald Neil 63' | Árbitro(s): Urvin Faneijte           | Árbitro(s): Urvin Faneijte |

| 11 de marzo de 2001 | Arnett Gardens                                                                      | 5:1 (1:1) | Transvaal             | Anthony Spaulding Complex, Kingston |                        |
|                     | Denton Shedden 15', 77' · Gerald Neil 60' · Donovan Smith 88' · Cornel Chin-Sue 89' | Reporte   | Regillio Reingoud 32' | Árbitro(s): Mervin Lee              | Árbitro(s): Mervin Lee |

### Grupo B
| 7 de marzo de 2001 | Comunicaciones                                       | 4:0 (3:0) | Motagua | Estadio Mateo Flores, Ciudad de Guatemala |                         |
|                    | Luis Torres 16', 32', 41' · Martín Machón 48' (pen.) | Reporte   |         | Árbitro(s): Olger Mejía                   | Árbitro(s): Olger Mejía |

| 14 de marzo de 2001 | Motagua             | 1:1 (1:1) | Comunicaciones    | Estadio Nacional, Tegucigalpa |                           |
|                     | Héctor Carballo 42' | Reporte   | Martín Machón 15' | Árbitro(s): Walter Rivera     | Árbitro(s): Walter Rivera |

### Grupo C
| 7 de marzo de 2001 | Águila             | 1:3 (0:1) | Municipal                                 | Estadio Francisco Barraza, San Miguel |                            |
|                    | Marcio Sampaio 72' | Reporte   | Mario Acevedo 12', 68' · Uwaldo Pérez 65' | Árbitro(s): Roberto Moreno            | Árbitro(s): Roberto Moreno |

| 14 de marzo de 2001 | Municipal           | 1:1 (0:1) | Águila              | Estadio Mateo Flores, Ciudad de Guatemala |                              |
|                     | Selvin Ponciano 74' | Reporte   | Rodinei Martins 19' | Árbitro(s): Vivian Rodríguez              | Árbitro(s): Vivian Rodríguez |

### Grupo D
| 7 de marzo de 2001 | Alianza              | 1:5 (1:1) | Saprissa                                                                                    | Estadio Ricardo Saprissa, San José |                           |
|                    | Alejandro Larrea 45' | Reporte   | Jeaustin Campos 33' · Rolando Fonseca 60', 83' · André Luiz Vieira 68' · Walter Centeno 87' | Árbitro(s): Hugo Castillo          | Árbitro(s): Hugo Castillo |

| 8 de marzo de 2001 | Saprissa | 0:0 (0:0) | Alianza | Estadio Ricardo Saprissa, San José |                             |
|                    |          | Reporte   |         | Árbitro(s): Marcio Carranza        | Árbitro(s): Marcio Carranza |

## Fase final
Para la fase de cuartos de final, los equipos que se clasificaron de la ronda preliminar se enfrentarían a los equipos de la zona de Norteamérica, que entraron a esta fase directamente. El ganador del Grupo A vs el D. C. United, el ganador del Grupo B vs el Guadalajara, el ganador del Grupo C vs el América y el ganador del Grupo D vs el Columbus Crew. Los enfrentamientos en cuartos de final fueron de ida y vuelta, avanzando el equipo con mayor diferencia en el marcador global. Las semifinales y la final, se disputaron a un solo partido en Los Ángeles. De esta manera los encuentros quedaron de la siguiente forma:
|  | Cuartos de final                                                                   | Cuartos de final                                                                   | Cuartos de final                                                                   | Cuartos de final                                                                   |   |              | Semifinales         | Semifinales         |                |              | Final               | Final               |  |
|  | 4 de abril y 25 de julio de 2001 (ida) 11 de abril al 1 de agosto de 2001 (vuelta) | 4 de abril y 25 de julio de 2001 (ida) 11 de abril al 1 de agosto de 2001 (vuelta) | 4 de abril y 25 de julio de 2001 (ida) 11 de abril al 1 de agosto de 2001 (vuelta) | 4 de abril y 25 de julio de 2001 (ida) 11 de abril al 1 de agosto de 2001 (vuelta) |   |              | 3 de agosto de 2001 | 3 de agosto de 2001 |                |              | 5 de agosto de 2001 | 5 de agosto de 2001 |  |
|  |                                                                                    |                                                                                    |                                                                                    |                                                                                    |   |              |                     |                     |                |              |                     |                     |  |
|  |                                                                                    |                                                                                    |                                                                                    |                                                                                    |   |              |                     |                     |                |              |                     |                     |  |
|  | D. C. United                                                                       | 3                                                                                  | 2                                                                                  | 5                                                                                  |   |              |                     |                     |                |              |                     |                     |  |
|  | D. C. United                                                                       | 3                                                                                  | 2                                                                                  | 5                                                                                  |   |              |                     |                     |                |              |                     |                     |  |
|  | Arnett Gardens                                                                     | 0                                                                                  | 1                                                                                  | 1                                                                                  |   |              |                     |                     |                |              |                     |                     |  |
|  | Arnett Gardens                                                                     | 0                                                                                  | 1                                                                                  | 1                                                                                  |   | D. C. United | 2                   |                     |                |              |                     |                     |  |
|  |                                                                                    |                                                                                    |                                                                                    |                                                                                    |   | D. C. United | 2                   |                     |                |              |                     |                     |  |
|  |                                                                                    |                                                                                    | Comunicaciones                                                                     | 1                                                                                  |   |              |                     |                     |                |              |                     |                     |  |
|  | Guadalajara                                                                        | 1                                                                                  | Comunicaciones                                                                     | 1                                                                                  | 1 | 2            |                     |                     |                |              |                     |                     |  |
|  | Guadalajara                                                                        | 1                                                                                  |                                                                                    |                                                                                    |   |              |                     |                     |                |              |                     |                     |  |
|  | Comunicaciones                                                                     | 3                                                                                  | 1                                                                                  | 4                                                                                  |   |              |                     |                     |                |              |                     |                     |  |
|  | Comunicaciones                                                                     | 3                                                                                  | 1                                                                                  | 4                                                                                  |   |              |                     |                     |                | América      | 2                   |                     |  |
|  |                                                                                    |                                                                                    |                                                                                    |                                                                                    |   |              |                     |                     |                | América      | 2                   |                     |  |
|  |                                                                                    |                                                                                    | D. C. United                                                                       | 0                                                                                  |   |              |                     |                     |                |              |                     |                     |  |
|  | América                                                                            | 1                                                                                  | D. C. United                                                                       | 0                                                                                  | 2 | 3            |                     |                     |                |              |                     |                     |  |
|  | América                                                                            | 1                                                                                  |                                                                                    |                                                                                    |   |              |                     |                     |                |              |                     |                     |  |
|  | Municipal                                                                          | 0                                                                                  | 1                                                                                  | 1                                                                                  |   |              |                     |                     |                |              |                     |                     |  |
|  | Municipal                                                                          | 0                                                                                  | 1                                                                                  | 1                                                                                  |   | Saprissa     | 1                   |                     |                | Tercer lugar | Tercer lugar        |                     |  |
|  |                                                                                    |                                                                                    |                                                                                    |                                                                                    |   | Saprissa     | 1                   |                     |                | Tercer lugar | Tercer lugar        |                     |  |
|  |                                                                                    |                                                                                    | América                                                                            | 2                                                                                  |   |              |                     |                     |                |              |                     |                     |  |
|  | Columbus Crew                                                                      | 0                                                                                  | América                                                                            | 2                                                                                  | 1 | 1            |                     |                     | Comunicaciones | 1            |                     |                     |  |
|  | Columbus Crew                                                                      | 0                                                                                  |                                                                                    |                                                                                    |   |              |                     |                     | Comunicaciones | 1            |                     |                     |  |
|  | Saprissa                                                                           | 2                                                                                  | 1                                                                                  | 3                                                                                  |   |              |                     |                     |                |              | Saprissa            | 3                   |  |
|  | Saprissa                                                                           | 2                                                                                  | 1                                                                                  | 3                                                                                  |   |              |                     |                     |                |              | Saprissa            | 3                   |  |
|  |                                                                                    |                                                                                    |                                                                                    |                                                                                    |   |              |                     |                     |                |              |                     |                     |  |

### Cuartos de final
| 4 de abril de 2001 | Arnett Gardens | 0:3 (0:1) | D. C. United                                      | Anthony Spaulding Complex, Kingston |                       |
|                    |                | Reporte   | Raúl Díaz Arce 39', 66' (pen.) · Carey Talley 59' | Árbitro(s): Noel Egan               | Árbitro(s): Noel Egan |

| 11 de abril de 2001 | D. C. United                            | 2:1 (1:1) | Arnett Gardens | Estadio Robert F. Kenney, Washington D. C. |                               |
|                     | Carey Talley 30' (pen.) · Mark Lisi 86' | Reporte   | Byron Earl 23' | Árbitro(s): Armando Archundia              | Árbitro(s): Armando Archundia |

| 25 de julio de 2001 | Comunicaciones                                | 3:1 (1:0) | Guadalajara          | Estadio Mateo Flores, Ciudad de Guatemala                    |                                                              |
|                     | Everaldo Valencia 37', 57' · Fredy García 77' | Reporte   | Héctor del Ángel 54' | Asistencia: 15 000 espectadores Árbitro(s): Argelio Sabillón | Asistencia: 15 000 espectadores Árbitro(s): Argelio Sabillón |

| 1 de agosto de 2001 | Guadalajara          | 1:1 (0:1) | Comunicaciones   | Memorial Coliseum, Los Ángeles                          |                                                         |
|                     | Benjamín Galindo 63' | Reporte   | Fredy García 36' | Asistencia: 1500 espectadores Árbitro(s): Harlem Villar | Asistencia: 1500 espectadores Árbitro(s): Harlem Villar |

| 8 de julio de 2001 | Municipal | 0:1 (0:1) | América          | Estadio Mateo Flores, Ciudad de Guatemala                  |                                                            |
|                    |           | Reporte   | Braulio Luna 38' | Asistencia: 29 383 espectadores Árbitro(s): William Mattus | Asistencia: 29 383 espectadores Árbitro(s): William Mattus |

| 31 de julio de 2001 | América                                         | 2:1 (2:1) | Municipal             | Memorial Coliseum, Los Ángeles                           |                                                          |
|                     | Jorge Toledano 9' · Christian Patiño 39' (pen.) | Reporte   | Juan Carlos Plata 16' | Asistencia: 2000 espectadores Árbitro(s): Roberto Moreno | Asistencia: 2000 espectadores Árbitro(s): Roberto Moreno |

| 4 de abril de 2001 | Saprissa                                 | 2:0 (0:0) | Columbus Crew | Estadio Ricardo Saprissa, San José |                            |
|                    | Walter Centeno 67' · Vicente Rosella 89' | Reporte   |               | Árbitro(s): Roberto Moreno         | Árbitro(s): Roberto Moreno |

| 11 de abril de 2001 | Columbus Crew         | 1:1 (1:1) | Saprissa            | Columbus Crew Stadium, Columbus |  |
|                     | Brian Maisonneuve 45' | Reporte   | Rayner Robinson 16' |                                 |  |

### Semifinales
| 3 de agosto de 2001 | D. C. United                     | 2:1 (1:1) | Comunicaciones    | Memorial Coliseum, Los Ángeles                       |                                                      |
|                     | Jaime Moreno 26' · Mark Lisi 89' | Reporte   | Andrés Rivera 23' | Asistencia: 2000 espectadores Árbitro(s): Noel Bynoe | Asistencia: 2000 espectadores Árbitro(s): Noel Bynoe |

| 3 de agosto de 2001 | Saprissa          | 1:2 (1:1) | América                 | Memorial Coliseum, Los Ángeles                            |                                                           |
|                     | Daniel Torres 38' | Reporte   | Jorge Toledano 21', 63' | Asistencia: 4553 espectadores Árbitro(s): Rodolfo Sibrian | Asistencia: 4553 espectadores Árbitro(s): Rodolfo Sibrian |

### Tercer lugar
| 5 de agosto de 2001 | Comunicaciones    | 1:3 (0:2) | Saprissa                                                    | Memorial Coliseum, Los Ángeles |                            |
|                     | Martín Machón 79' | Reporte   | Victor Cordero 32' · Jeaustin Campos 40' · Kervin Lacey 65' | Árbitro(s): Roberto Moreno     | Árbitro(s): Roberto Moreno |

### Final
| 1     | POR   | Hugo Pineda               |     |
| 3     | DEF   | José Antonio Castro       |     |
| 2     | DEF   | Alfredo González Tahuilán |     |
| 21    | DEF   | Raúl Gutiérrez            |     |
| 16    | DEF   | Ricardo Rojas             |     |
| 14    | MED   | Octavio Valdez            | 84' |
| 17    | MED   | Jonathan Martínez         |     |
| 7     | MED   | Franky Oviedo             |     |
| 27    | DEL   | Christian Patiño          | 53' |
| 20    | DEL   | Jorge Toledano            | 64' |
| 11    | DEL   | Jesús Mendoza             |     |
| D. T. | D. T. | Alfio Basile              |     |

| 2     | POR   | Mark Simpson      |     |
| 5     | DEF   | Scott Vermillion  | 68' |
| 23    | DEF   | Eddie Pope        |     |
| 7     | DEF   | Ryan Nelsen       |     |
| 29    | DEF   | Stephen Armstrong |     |
| 25    | MED   | Santino Quaranta  |     |
| 26    | MED   | Bryan Namoff      |     |
| 8     | MED   | Brian Kamler      | 84' |
| 10    | MED   | Marco Etcheverry  |     |
| 20    | DEL   | Abdul Thompson    | 62' |
| 99    | DEL   | Jaime Moreno      |     |
| D. T. | D. T. | Thomas Rongen     |     |

| 8  | DEL | Fabio Moreno   | 53' |
| 29 | MED | Carlos Infante | 64' |
| 28 | DEF | Raúl Salinas   | 84' |

| 17 | DEF | Chris Albright | 62' |
| 19 | DEF | Craig Ziadie   | 68' |
| 13 | MED | José Alegría   | 84' |

| 52' · 70' | Jesús Mendoza Octavio Valdez | 1:0 2:0 |

| 14' · 48' · 58' · 90' | Christian Patiño Alfredo González Tahuilán Franky Oviedo Hugo Pineda |

| 45' · 65' | Abdul Thompson Scott Vermillion |

| Principal  | Noel Bynoe      |
| Asistentes | Curtis Charles  |
|            | Virgilio Ruiz   |
| Cuarto     | Rodolfo Sibrian |

|  |                   |    |    |
|  | Tiros             | 12 | 12 |
|  | Tiros a puerta    | 4  | 3  |
|  | Faltas            | 19 | 17 |
|  | Saques de esquina | 2  | 3  |
|  | Fueras de juego   | 4  | 0  |

| 1     | POR   | Hugo Pineda               |     |
| 3     | DEF   | José Antonio Castro       |     |
| 2     | DEF   | Alfredo González Tahuilán |     |
| 21    | DEF   | Raúl Gutiérrez            |     |
| 16    | DEF   | Ricardo Rojas             |     |
| 14    | MED   | Octavio Valdez            | 84' |
| 17    | MED   | Jonathan Martínez         |     |
| 7     | MED   | Franky Oviedo             |     |
| 27    | DEL   | Christian Patiño          | 53' |
| 20    | DEL   | Jorge Toledano            | 64' |
| 11    | DEL   | Jesús Mendoza             |     |
| D. T. | D. T. | Alfio Basile              |     |

| 2     | POR   | Mark Simpson      |     |
| 5     | DEF   | Scott Vermillion  | 68' |
| 23    | DEF   | Eddie Pope        |     |
| 7     | DEF   | Ryan Nelsen       |     |
| 29    | DEF   | Stephen Armstrong |     |
| 25    | MED   | Santino Quaranta  |     |
| 26    | MED   | Bryan Namoff      |     |
| 8     | MED   | Brian Kamler      | 84' |
| 10    | MED   | Marco Etcheverry  |     |
| 20    | DEL   | Abdul Thompson    | 62' |
| 99    | DEL   | Jaime Moreno      |     |
| D. T. | D. T. | Thomas Rongen     |     |

| 8  | DEL | Fabio Moreno   | 53' |
| 29 | MED | Carlos Infante | 64' |
| 28 | DEF | Raúl Salinas   | 84' |

| 17 | DEF | Chris Albright | 62' |
| 19 | DEF | Craig Ziadie   | 68' |
| 13 | MED | José Alegría   | 84' |

| 52' · 70' | Jesús Mendoza Octavio Valdez | 1:0 2:0 |

| 14' · 48' · 58' · 90' | Christian Patiño Alfredo González Tahuilán Franky Oviedo Hugo Pineda |

| 45' · 65' | Abdul Thompson Scott Vermillion |

| Principal  | Noel Bynoe      |
| Asistentes | Curtis Charles  |
|            | Virgilio Ruiz   |
| Cuarto     | Rodolfo Sibrian |

|  |                   |    |    |
|  | Tiros             | 12 | 12 |
|  | Tiros a puerta    | 4  | 3  |
|  | Faltas            | 19 | 17 |
|  | Saques de esquina | 2  | 3  |
|  | Fueras de juego   | 4  | 0  |

| 1     | POR   | Hugo Pineda               |     |
| 3     | DEF   | José Antonio Castro       |     |
| 2     | DEF   | Alfredo González Tahuilán |     |
| 21    | DEF   | Raúl Gutiérrez            |     |
| 16    | DEF   | Ricardo Rojas             |     |
| 14    | MED   | Octavio Valdez            | 84' |
| 17    | MED   | Jonathan Martínez         |     |
| 7     | MED   | Franky Oviedo             |     |
| 27    | DEL   | Christian Patiño          | 53' |
| 20    | DEL   | Jorge Toledano            | 64' |
| 11    | DEL   | Jesús Mendoza             |     |
| D. T. | D. T. | Alfio Basile              |     |

| 2     | POR   | Mark Simpson      |     |
| 5     | DEF   | Scott Vermillion  | 68' |
| 23    | DEF   | Eddie Pope        |     |
| 7     | DEF   | Ryan Nelsen       |     |
| 29    | DEF   | Stephen Armstrong |     |
| 25    | MED   | Santino Quaranta  |     |
| 26    | MED   | Bryan Namoff      |     |
| 8     | MED   | Brian Kamler      | 84' |
| 10    | MED   | Marco Etcheverry  |     |
| 20    | DEL   | Abdul Thompson    | 62' |
| 99    | DEL   | Jaime Moreno      |     |
| D. T. | D. T. | Thomas Rongen     |     |

| 8  | DEL | Fabio Moreno   | 53' |
| 29 | MED | Carlos Infante | 64' |
| 28 | DEF | Raúl Salinas   | 84' |

| 17 | DEF | Chris Albright | 62' |
| 19 | DEF | Craig Ziadie   | 68' |
| 13 | MED | José Alegría   | 84' |

| 52' · 70' | Jesús Mendoza Octavio Valdez | 1:0 2:0 |

| 14' · 48' · 58' · 90' | Christian Patiño Alfredo González Tahuilán Franky Oviedo Hugo Pineda |

| 45' · 65' | Abdul Thompson Scott Vermillion |

| Principal  | Noel Bynoe      |
| Asistentes | Curtis Charles  |
|            | Virgilio Ruiz   |
| Cuarto     | Rodolfo Sibrian |

|  |                   |    |    |
|  | Tiros             | 12 | 12 |
|  | Tiros a puerta    | 4  | 3  |
|  | Faltas            | 19 | 17 |
|  | Saques de esquina | 2  | 3  |
|  | Fueras de juego   | 4  | 0  |

| 1     | POR   | Hugo Pineda               |     |
| 3     | DEF   | José Antonio Castro       |     |
| 2     | DEF   | Alfredo González Tahuilán |     |
| 21    | DEF   | Raúl Gutiérrez            |     |
| 16    | DEF   | Ricardo Rojas             |     |
| 14    | MED   | Octavio Valdez            | 84' |
| 17    | MED   | Jonathan Martínez         |     |
| 7     | MED   | Franky Oviedo             |     |
| 27    | DEL   | Christian Patiño          | 53' |
| 20    | DEL   | Jorge Toledano            | 64' |
| 11    | DEL   | Jesús Mendoza             |     |
| D. T. | D. T. | Alfio Basile              |     |

| 2     | POR   | Mark Simpson      |     |
| 5     | DEF   | Scott Vermillion  | 68' |
| 23    | DEF   | Eddie Pope        |     |
| 7     | DEF   | Ryan Nelsen       |     |
| 29    | DEF   | Stephen Armstrong |     |
| 25    | MED   | Santino Quaranta  |     |
| 26    | MED   | Bryan Namoff      |     |
| 8     | MED   | Brian Kamler      | 84' |
| 10    | MED   | Marco Etcheverry  |     |
| 20    | DEL   | Abdul Thompson    | 62' |
| 99    | DEL   | Jaime Moreno      |     |
| D. T. | D. T. | Thomas Rongen     |     |

| 8  | DEL | Fabio Moreno   | 53' |
| 29 | MED | Carlos Infante | 64' |
| 28 | DEF | Raúl Salinas   | 84' |

| 17 | DEF | Chris Albright | 62' |
| 19 | DEF | Craig Ziadie   | 68' |
| 13 | MED | José Alegría   | 84' |

| 52' · 70' | Jesús Mendoza Octavio Valdez | 1:0 2:0 |

| 14' · 48' · 58' · 90' | Christian Patiño Alfredo González Tahuilán Franky Oviedo Hugo Pineda |

| 45' · 65' | Abdul Thompson Scott Vermillion |

| Principal  | Noel Bynoe      |
| Asistentes | Curtis Charles  |
|            | Virgilio Ruiz   |
| Cuarto     | Rodolfo Sibrian |

|  |                   |    |    |
|  | Tiros             | 12 | 12 |
|  | Tiros a puerta    | 4  | 3  |
|  | Faltas            | 19 | 17 |
|  | Saques de esquina | 2  | 3  |
|  | Fueras de juego   | 4  | 0  |

| Bandera de México |
| Campeón América   |
| Único título      |